# Полосатый густошёрстный опоссум
Полосатый густошёрстный опоссум, или полосатый опоссум (лат. Caluromysiops irrupta) — единственный представитель рода Caluromysiops семейства опоссумовых.
Обитает во влажных древесных лесах юго-восточного Перу. Длина тела 43-46 см, длина хвоста 22-24 см. Активен ночью. Всеяден.